# Geodia cumulus
Espèce
Geodia cumulus est une espèce d'éponges de la famille des Geodiidae présente dans le golfe du Mexique.

## Taxonomie
L'espèce est décrite par Eduard Oscar Schmidt en 1870.